# NOBODY (ロックバンド)
NOBODY（ノーバディ）は、日本のロックバンド。
矢沢永吉のバックメンバーを担当していた相沢 行夫（あいざわ ゆきお）と木原 敏雄（きはら としお）の2名で構成されている。

## メンバー
相沢 行夫（あいざわ ゆきお、1949年10月19日 - ）
北海道芦別市出身、神奈川大学卒業。血液型AB型。妻は作詞家の竜真知子。
神奈川大学在学中にアマチュアバンド「イーグルス」で活動し、いくつかのバンドを経て、1973年にフォーク・ロック・バンド「ノラ」を結成。 1975年の矢沢永吉のソロ・デビュー・シングル「アイ・ラヴ・ユー、OK」で作詞を担当、その他「ウイスキー・コーク」「恋の列車はリバプール発」で作詞家デビューとなる。
木原 敏雄（きはら としお、1949年11月25日 - 2025年3月25日（75歳没））
神奈川県川崎市出身、明治大学卒業。血液型O型。
明治大学在学中、高校のクラスメイトの紹介で矢沢と知り合い、「ザ・ベース」「E-SET」「YAMATO」を結成し活動する中、1969年、神奈川大学の学園祭に「イーグルス」として出演していた相沢と出会う。1977年、矢沢のアルバム『ドアを開けろ』に収録されている「世話がやけるぜ」と「通りすがりの恋」で作詞を担当し作詞家デビューとなる。
2025年4月3日、3月25日に死去したことがオフィシャルサイトで公表された。

## 経歴
元々二人とも別々のバンドを組んで活動していたが、時代の流れとともに解散。1975年、先に相沢が加入してバンド・マスターとなり、遅れて木原が加入し、ともに矢沢永吉のバックメンバーとなる。
1976年より、矢沢のコンサートツアー及びアルバムのレコーディングに参加し、通称「矢沢ファミリー」と呼ばれる固定メンバーとして活動する。
2人ともアマチュア時代にはバンドで歌っていたこともあり、1977年頃から「俺も歌いたい」という気持ちが次第に芽生え、バックミュージシャンではなくアーティストとして活動を望むようになっていたが、矢沢の年間100本を超えるコンサート・ツアーをこなしている彼らに時間的余裕はなかった。
1981年、矢沢が渡米し活動拠点をアメリカに移したことにより矢沢ファミリーは解散。時間的余裕はできたものの「このままでは食えなくなる」と、二人は先のことを考え、同年10月に予てから構想のあったNOBODYを結成する。「バックミュージシャンをやめるために、木原と二人で『NOBODY』を作ったんです。バックミュージシャンにだけは死んでも戻りたくなかった」と相沢は後に語っている。
オリジナルのデモテープを小脇に抱え、レコード会社に売り込むため歩き回る。その中の1曲が1981年12月にリリースした、HOUND DOGの「浮気な、パレット・キャット」（ユニットとして初の楽曲提供、後に英語詞でセルフカバー）で、この曲のヒットにより注目され、ソング・ライターとしての足掛かりを掴んだ。
1982年6月、TDKコアのTDK RECORDSレーベルからアルバム『NOBODY』とシングル『MY ROAD SHOW』を同時リリース。1983年公開の映画『里見八犬伝』では音楽を担当し、その後アン・ルイスや吉川晃司、浅香唯など様々なアーティストへの楽曲提供のほか、サウンドプロデュースを行いヒットメーカーとしても活躍する。
1985年、アニメ雑誌『月刊ニュータイプ』のメディアミックスの一環として結成された覆面バンド「ピンク・クロウズ」のサウンドプロデュースを担当した。相沢は「アニメソングとして制作したのでとてもやりやすかったし、とても楽しかった」とした一方で、印税は担当プロデューサーにすべて振り込まれていたため、ほぼただ働き同然の状態だったという。
1986年、レコード会社を東芝EMIのEASTWORLDレーベルに移籍。シングル1枚とアルバム3枚を発表後、1988年にハミングバードへ再度移籍した。
1992年にWEA MUSICに移籍し、デビュー10周年記念アルバム『BAD RHYME』を発表。当初は、1993年春に海外デビューの計画があったものの、フェードアウトした形で立ち消えになったという。このことについて相沢は、レコード会社に不信感を持っていると語っている。
1994年、NO NO BOYS名義で、ファンハウスに移籍。相沢は別名義になった経緯に関して、当時の記憶が薄いとしたうえで「レコード会社がなかなか売れないNOBODYを、苦肉の策で『とりあえず別名義でやってみるか』という感じだったかな」と語っている。
1996年にポリスターに移籍。日本テレビ系『WIN』のテーマソングである「DREAM 〜夢の中で」と「YOU GOT TO WIN」を発表。起用された経緯として、メンバーの知り合いであり、番組のMCとして出演していた小倉淳（当時・日本テレビのアナウンサー）の依頼で制作したという。7月25日にこの2曲が収録されたシングル「DREAM 〜夢の中で」が、ポリスターから唯一発表した作品としてリリースされた。
その後も矢沢との盟友関係は続き、1996年12月13日の日本武道館公演（WILD HEART TOUR）のほか、1999年9月15日の横浜国際総合競技場（TONIGHT THE NIGHT!）でサディスティックスのメンバーらとコンサートにゲスト出演。2002年8月に東京国際フォーラムで行われたアコースティック・ライブには、相沢がギターで参加。2006年8月には矢沢・相沢・木原の3人によるアコースティック・スペシャル・ライブを、矢沢のファンクラブから抽選で招待した会員約70名の前で行い、インターネットで生配信された。2007年12月19日には、矢沢の日本武道館公演（102回目）のアンコールにゲスト出演し、二人も参加した矢沢初の日本武道館公演（1977年8月26日）の1曲目「カモン・ベイビー」を演奏した。

## ディスコグラフィ

### シングル

#### NOBODY名義
|                     | 発売日              | タイトル                                        | c/w                                    | 規格                | 規格品番            |
| TDKコア/TDK RECORDS | TDKコア/TDK RECORDS | TDKコア/TDK RECORDS                             | TDKコア/TDK RECORDS                    | TDKコア/TDK RECORDS | TDKコア/TDK RECORDS |
| ------------------- | ------------------- | ----------------------------------------------- | -------------------------------------- | ------------------- | ------------------- |
| 01st                | 1982年6月21日       | MY ROAD SHOW                                    | NEVER SAY NO                           | EP                  | T07S-1006           |
| 02nd                | 1982年11月21日      | リバプールより愛をこめて                        | MAD DREAMER                            | EP                  | T07S-1012           |
| 03rd                | 1983年4月21日       | BACK TO '64                                     | FOR ONLY YOU                           | EP                  | T07S-1025           |
| 04th                | 1983年6月5日        | MARILYN/LUV-YA                                  | MARILYN/LUV-YA                         | EP                  | T07S-1034           |
| 05th                | 1983年11月21日      | NOBODY PRESENTS THE MERSEY BEAT MEDLEY          | NOBODY PRESENTS THE MERSEY BEAT MEDLEY | EP                  | T07S-1043           |
| 06th                | 1984年4月5日        | I'M NOBODY                                      | PURE GIRL I & II                       | EP                  | T07S-1052           |
| 07th                | 1984年10月21日      | チャイナ・ドールと踊れない                      | DARLIN' DARLIN'                        | EP                  | T07S-1058           |
| 08th                | 1985年4月21日       | ディア・マイ・ハート 〜君のためにラヴ・ソング〜 | 真夜中のラナウェイ (英語ヴァージョン)  | EP                  | T07S-1066           |
| 09th                | 1985年11月21日      | EVERYBODY SHOUT                                 | PLEASURE SYNDROME                      | EP                  | T07S-1074           |
| 東芝EMI/EASTWORLD   |                     |                                                 |                                        |                     |                     |
| 10th                | 1986年11月8日       | RESTLESS HEART                                  | DEEP IN LOVE                           | EP                  | WTP-17918           |
| ハミングバード      |                     |                                                 |                                        |                     |                     |
| 11th                | 1988年10月21日      | BOY ON THE RUN                                  | STRAIGHT TO YOUR HEART                 | EP                  | 7HB-2020            |
| 11th                | 1988年10月21日      | BOY ON THE RUN                                  | STRAIGHT TO YOUR HEART                 | 8cmCD               | 10HD-2020           |
| 12th                | 1989年11月21日      | I WANNA DANCE                                   | JULIA                                  | 8cmCD               | 10HD-2033           |
| WEA MUSIC           |                     |                                                 |                                        |                     |                     |
| 13th                | 1992年10月25日      | SUCH A SHAM                                     | WAY OUT                                | 8cmCD               | WMD3-3021           |
| 14th                | 1994年5月25日       | DRIVE                                           | JELLY WORM                             | 8cmCD               | WMD2-7702           |
| ポリスター          |                     |                                                 |                                        |                     |                     |
| 15th                | 1996年7月25日       | DREAM 〜夢の中で                                | YOU GOT TO WIN                         | 8cmCD               | PSDR-5242           |

#### NO NO BOYS名義
|                                   | 発売日                            | タイトル                          | c/w                               | 規格                              | 規格品番                          |
| ファンハウス/ファンハウストラスト | ファンハウス/ファンハウストラスト | ファンハウス/ファンハウストラスト | ファンハウス/ファンハウストラスト | ファンハウス/ファンハウストラスト | ファンハウス/ファンハウストラスト |
| --------------------------------- | --------------------------------- | --------------------------------- | --------------------------------- | --------------------------------- | --------------------------------- |
| 01st                              | 1995年10月1日                     | 涙のメイベリーン                  | ダーリン・ダーリン                | 8cmCD                             | FHDT-1020                         |
| 02nd                              | 1995年11月25日                    | SILENT NIGHT                      | Snowfall                          | 8cmCD                             | FHDT-1023                         |

### アルバム

#### スタジオ・アルバム
|                     | 発売日              | タイトル              | 規格                | 規格品番            |
| TDKコア/TDK RECORDS | TDKコア/TDK RECORDS | TDKコア/TDK RECORDS   | TDKコア/TDK RECORDS | TDKコア/TDK RECORDS |
| ------------------- | ------------------- | --------------------- | ------------------- | ------------------- |
| 01st                | 1982年6月21日       | NOBODY                | LP                  | T28A-1004           |
| 01st                | 1982年6月21日       | NOBODY                | CT                  | T28H-1004           |
| 02nd                | 1983年4月21日       | POP GEAR              | LP                  | T28A-1016           |
| 02nd                | 1983年4月21日       | POP GEAR              | CT                  | T28H-1016           |
| 03rd                | 1984年10月21日      | NIGHT WALKER          | LP                  | T28A-1034           |
| 03rd                | 1984年10月21日      | NIGHT WALKER          | CT                  | T28H-1034           |
| 0Mini               | 1985年7月5日        | モノクロームの夏      | LP                  | T16A-1042           |
| 04th                | 1985年11月5日       | From A Window         | LP                  | T28A-1045           |
| 04th                | 1985年11月5日       | From A Window         | CT                  | T28H-1045           |
| 04th                | 1985年11月21日      | From A Window         | CD                  | T32X-1010           |
| 東芝EMI/EASTWORLD   |                     |                       |                     |                     |
| 05th                | 1986年9月29日       | RESTLESS HEART        | LP                  | WTP-90432           |
| 05th                | 1986年9月29日       | RESTLESS HEART        | CT                  | ZH28-1733           |
| 05th                | 1986年9月29日       | RESTLESS HEART        | CD                  | CA32-1299           |
| 06th                | 1988年1月25日       | GOT A FEELING         | LP                  | RT28-5041           |
| 06th                | 1988年1月25日       | GOT A FEELING         | CT                  | ZT28-5041           |
| 06th                | 1988年1月25日       | GOT A FEELING         | CD                  | CT32-5041           |
| ハミングバード      |                     |                       |                     |                     |
| 07th                | 1988年11月21日      | HALF A BOY HALF A MAN | LP                  | 28HB-7013           |
| 07th                | 1988年11月21日      | HALF A BOY HALF A MAN | CT                  | 28HT-7013           |
| 07th                | 1988年11月21日      | HALF A BOY HALF A MAN | CD                  | 32HD-7013           |
| 08th                | 1989年11月21日      | ON!                   | CD                  | 32HD-7026           |
| 08th                | 1989年11月21日      | ON!                   | CT                  | 28HT-7026           |
| WEA MUSIC           |                     |                       |                     |                     |
| 9th                 | 1992年11月28日      | BAD RHYME             | CD                  | WMC3-31             |
| wea japan/100%      |                     |                       |                     |                     |
| 10th                | 1994年5月25日       | FUZZ FUZZ FUZZ        | CD                  | WPC2-7506           |

#### ベスト・アルバム
| 発売日              | タイトル                      | 規格                | 規格品番            |
| TDKコア/TDK RECORDS | TDKコア/TDK RECORDS           | TDKコア/TDK RECORDS | TDKコア/TDK RECORDS |
| ------------------- | ----------------------------- | ------------------- | ------------------- |
| 1986年11月21日      | NOBODY COLLECTIONS 1982〜1985 | LP                  | T32A-1054           |
| 1986年11月21日      | NOBODY COLLECTIONS 1982〜1985 | CD                  | 35HD-7019           |
| 東芝EMI/EASTWORLD   |                               |                     |                     |
| 1989年8月27日       | NOBODY'S BEST                 | LP                  | RT28-5269           |
| 1989年8月27日       | NOBODY'S BEST                 | CD                  | CT32-5269           |
| 1990年2月28日       | ИOBODY NOBODY                 | CD                  | CT32-54             |
| ハミングバード      |                               |                     |                     |
| 1991年11月21日      | TRAX 〜BEST SELECTIONS        | CD                  | HBCL-8005           |
| WEA MUSIC           |                               |                     |                     |
| 1996年7月25日       | NOBODY 1982〜1994 GIFT        | CD                  | WPC6-8223           |

#### ライブ・アルバム
| 発売日              | タイトル            | 規格                | 規格品番            |
| TDKコア/TDK RECORDS | TDKコア/TDK RECORDS | TDKコア/TDK RECORDS | TDKコア/TDK RECORDS |
| ------------------- | ------------------- | ------------------- | ------------------- |
| 1984年4月5日        | LIVE ワン!          | LP                  | T28A-1028           |
| 1984年4月5日        | LIVE ワン!          | CT                  | T28H-1028           |
| 東芝EMI/EASTWORLD   |                     |                     |                     |
| 1987年4月6日        | NOBODY LIVE 2       | LP                  | WTP-90454           |
| 1987年4月6日        | NOBODY LIVE 2       | CT                  | ZH28-1789           |
| 1987年4月6日        | NOBODY LIVE 2       | CD                  | CA32-1406           |

#### セルフカバー・アルバム
| 発売日         | タイトル       | 規格           | 規格品番       |                |
| ハミングバード | ハミングバード | ハミングバード | ハミングバード | ハミングバード |
| -------------- | -------------- | -------------- | -------------- | -------------- |
| 1990年11月28日 | NOBODY SONGS   | CD             | HBCL-7038      |                |

#### コンピレーション・アルバム
| 発売日                                             | タイトル                                           | 規格                                               | 規格品番                                           |                                                    |
| ワーナーミュージック・ジャパン/Tower to the People | ワーナーミュージック・ジャパン/Tower to the People | ワーナーミュージック・ジャパン/Tower to the People | ワーナーミュージック・ジャパン/Tower to the People | ワーナーミュージック・ジャパン/Tower to the People |
| -------------------------------------------------- | -------------------------------------------------- | -------------------------------------------------- | -------------------------------------------------- | -------------------------------------------------- |
| 2024年3月13日                                      | RARE NOBODY                                        | CD                                                 | WQCQ-907                                           |                                                    |

### タイアップ
| 楽曲                                            | タイアップ                                         | 収録作品                                                    |
| ----------------------------------------------- | -------------------------------------------------- | ----------------------------------------------------------- |
| MY ROAD SHOW                                    | 東洋Zラジアル717 イメージソング                    | シングル「MY ROAD SHOW」                                    |
| FOR ONLY YOU                                    | クラリオン『シティコネクション』CMイメージ・ソング | シングル「BACK TO '64」                                     |
| PURE GIRL I & II                                | 花王『ピュアシャンプー・リンス』CMソング           | シングル「I'M NOBODY」                                      |
| ディア・マイ・ハート 〜君のためにラヴ・ソング〜 | サンキスト CFソング                                | シングル「ディア・マイ・ハート 〜君のためにラヴ・ソング〜」 |
| ANOTHER DAY (彼女とアナザー・デイ)              | UCC COFFEE CMソング                                | アルバム『From A Window』                                   |
| EVERYBODY SHOUT                                 | 東宝映画『19 ナインティーン』挿入歌                | シングル「EVERYBODY SHOUT」                                 |
| RESTLESS HEART                                  | 資生堂『アルバス』CFソング                         | シングル「RESTLESS HEART」                                  |
| BOY ON THE RUN                                  | フジテレビ系ドラマ『追いかけたいの!』挿入歌        | シングル「BOY ON THE RUN」                                  |
| MOVING UP                                       | スポーツ・ボルテージ 日本製粉 イメージソング       | ベスト・アルバム『TRAX 〜BEST SELECTIONS』                  |
| DREAM 〜夢の中で                                | 日本テレビ系『WIN』エンディングテーマ              | シングル「DREAM 〜夢の中で」                                |
| YOU GOT TO WIN                                  | 日本テレビ系『WIN』オープニングテーマ              | シングル「DREAM 〜夢の中で」                                |

### 参加楽曲
| 発売日        | 商品名                                                   | 歌             | 楽曲                             | 備考                                              |
| ------------- | -------------------------------------------------------- | -------------- | -------------------------------- | ------------------------------------------------- |
| 1988年4月6日  | 抱きしめたい                                             | NOBODY         | 「ユー・キャント・ドゥ・ザット」 | ビートルズのトリビュート・アルバム                |
| 1995年4月21日 | Walking                                                  | NOBODY         | 「The Sky So Blue」              | G.T.ホーキンス CMソング                           |
| 1995年5月24日 | Guitar Tripper G.T.ホーキンスCMサウンド・トラック集Vol.1 | NOBODY         | 「READY FOR BREAK」              | G.T.ホーキンス CMソング                           |
| 1999年3月21日 | It's Kitchen                                             | THE VOX TONES  | 「MON CHAT」                     | 東宝映画『もういちど逢いたくて -星月童話-』挿入歌 |
| 1999年3月21日 | It's Kitchen                                             | THE VOX TONES  | 「MON CHAT」                     | ハウス食品『スープカレー』CMソング                |
| 1999年3月21日 | It's Kitchen                                             | THE VOX TONES  | 「DON'T ASK ME」                 |                                                   |
| 1999年3月21日 | It's Kitchen                                             | THE PINEAPPLES | 「SET ME FREE」                  |                                                   |
| 1999年3月21日 | It's Kitchen                                             | THE PINEAPPLES | 「IN A FOG」                     |                                                   |

## 主な提供楽曲

### あ行
- 浅香唯
  - C-Girl
  - セシル
  - 泣かないでMY HEART
  - トライアル
  - NEVERLAND 〜YAWARA!メインテーマ〜
  - 笑顔はどうしたの
  - 恋のロックンロール・サーカス
  - 愛の元気主義
  - Be Yourself（以上作曲）
- 浅倉亜季
  - 感傷ヴァケーション
  - 素敵なボーイハント
- アン・ルイス
  - LUV-YA
  - I Love Youより愛してる
  - 女・Tonite
  - 六本木心中
  - ピンクダイヤモンド
  - あゝ無情
  - Show Me the Way
  - GET AWAY
  - DIRTY FINGERS（以上作曲）
- 池田政典
  - NIGHT OF SUMMER SIDE（作曲）
- 石川秀美
  - デス・トラップ
  - 真夜中のジュリエット（以上作曲）
- 伊藤さやか
  - プリテンダー
  - ヘイ!プリティ・ガール
  - 高校三年生（春夏秋冬）（以上作曲）
- 岩崎良美
  - 真夜中のファンタジー
  - 気分はモノクローム（以上作曲）
- 宇都宮隆
  - Howling（作曲）
- WOOLY BULLY
  - プロポーズ（作詞・作曲）
- 沖田浩之
  - 純情セピアカラー
  - ハネムーン気分（以上作曲）
  - ファンキー・シンデレラ
  - 涙のブロークン・ハート（以上作詞・作曲）
- 荻野目洋子
  - フラミンゴ in パラダイス
  - 真夜中のストレンジャー
  - Dance Beatは夜明けまで
  - アフター・マイ・ハートビーツ
  - ストレンジャーtonight
  - ペルシャン・ローズ
  - アフター5はパラダイス
  - 扉はミラクル
  - KNOCK ON MY DOOR
  - Yes it's me
  - 恋にアクセス
  - C'EST LA VIE
  - LANA
  - ひまわり（以上作曲）

### か行
- 川村かおり
  - GENERATION Y
  - HEY HEY
  - Telly Box
  - DREAMER DREAMER（以上作曲）
- 川島なお美
  - BE BOP CRAZY（作曲）
- 吉川晃司
  - モニカ
  - サヨナラは八月のララバイ
  - You Gotta Chance 〜ダンスで夏を抱きしめて〜
  - にくまれそうなNEWフェイス
  - 彼女はアイスウォーター
  - ハートショット
  - Border Line
  - 雨上がりの非常階段（以上作曲）
- 紅麗威甦
  - 門限破りのSATURDAY NIGHT
  - 素朴な疑問（以上作曲）
- 桑田靖子
  - 僕たちのRUN AWAY（作曲）
- 小泉今日子
  - 風のマジカル
  - アゼリアの旅（以上作曲）
- 香坂みゆき
  - One Night Show（作曲）
- KOTO
  - Reality（作詞・作曲・編曲）
- GO-BANG'S
  - ショートカット・ラブリー（作曲）
- 小山茉美
  - さよならなんて言わないで
  - WineとKissとAfternoon（以上作曲）
- 近藤真彦
  - タイム・スリップ・オン・ガール（作曲）

### さ行
- サーカス
  - ガラスの夏
  - 危険がかわいい
  - 黄昏ロンリネス（以上作曲）
- 坂上忍
  - 悲しみのモノクローム（作詞・作曲）
- THE 東南西北
  - Hey My Little MAMA（作曲）
- 沢田研二
  - PAPER DREAM
  - 彼は眠れない
  - DOWN
  - プライド
  - 不安にさせよう
  - 月のギター
  - 失われた楽園
  - 涙が満月を曇らせる（以上作曲）
- 沢向要士
  - どうしたんだLittle Girl（作曲）
- 椎名恵
  - PLEASE DON'T YOU CRY
  - 想い出は海に捨てた（以上作曲）
- SHOW-YA
  - ONE WAY HEART
  - LOVE SICK（以上作曲）
- 鈴木聖美
  - ファンタジー（作曲）

### た行
- Diamond Yukai
  - UPSIDE DOWN
  - I MISS YOU
  - LONELY JACK KNIFE（以上作曲）
- タンゴ・ヨーロッパ
  - きらいDAIきらい（作曲）
- 堤大二郎
  - 哀・愁幕（作曲）

### な行
- 中川勝彦
  - SALTY LADY
  - STARDUST（以上作曲）
- 長島秀幸
  - オレンジ・ミステリー（作曲）
- 永瀬正敏
  - プラスティック・ラブレター
  - 潮風のポートレート
  - ハート引力（以上作曲）
- 仲村知夏
  - BAD ANGEL（作曲）
- 中森明菜
  - BLUE OCEAN（作曲）
- 中村雅俊
  - 憧れのSUMMER HOUSE
  - BLUE OCEAN
  - あなたにあげたい愛がある（以上作曲）
- 西山浩司
  - ローディ
  - さらば夏の恋（以上作曲）

### は行
- HOUND DOG
  - 浮気な、パレット・キャット（作詞・作曲）
- 早見優
  - Tonight[12]（作曲）
- 光GENJI
  - 豹になれ（作曲）
  - DEAD MAN'S CURVE（作曲）
  - 奇跡の女神（作曲）
  - NIGHT WALKER（大沢樹生ソロ曲）（作曲）
- BLACK CATS
  - I WANNA ROCK
  - Scratch（以上作詞・作曲・編曲）
- 堀ちえみ
  - ストロベリー・ハート
  - 7時のニュース
  - 涙色のエアポート（以上作曲）
- 本田理沙
  - いちごがポロリ
  - Flapper
  - ME HER スクランブル
  - サマー・ポイズン（以上作曲）

### ま行
- MAGIC
  - STAND UP, BOY
  - ひまわり
  - W-FACE（以上作曲・編曲）
- 松田聖子
  - MAUI
  - 七色のパドル（以上作曲）
- 松本典子
  - ジャスミン半島（作曲）
- 水谷豊
  - YOKOHAMAシャレード
  - 気分屋ルーシー
- 三原じゅん子
  - 口唇からショット・ガン（作曲）
- 森恵
  - パールムーンにくちづけ
  - 星屑のランナウェイ（以上作曲）

### や行以降
- 矢沢洋子
  - SUGAR!SUGAR!!SUGAR!!!（作曲）
- 柳ジョージ
  - HURRY UP, BABY!（作詞・作曲）
- 山下久美子
  - バンg バンg バンg
  - Darlin' Darlin'
  - Please Don't Go
  - GIMME LOVE
  - 5・6・7・8 DANCE!
- 山本達彦
  - MIDNIGHT HARBOR（作曲・編曲）
  - LAST SHOW（編曲）
  - MAGIC（編曲）
  - MRS. SNOW（編曲）
  - SUNSET BLUE（作曲）
  - I LOVE YOU SO（編曲）
  - 24-2689（作詞・作曲・編曲）
  - MARIANNE（作曲・編曲）
  - 摩天楼ブルース（編曲）
  - GOOD NIGHT SWEET HEART（作曲・編曲）
  - WITHOUT YOUR LOVE（作曲・編曲）
  - JAMAICAN DREAM（編曲）
  - パシフィック・ブルー（編曲）
  - さよならは言わない（作曲・編曲）
  - WELCOME TO MY PARTY（作詞・作曲・編曲）
  - TO FAR AWAY（作曲）
  - MY MARINE MARILYN（作曲）
  - HIS WOMAN（作曲）
- ROMY
  - LOVEコマーシャル（作曲）
  - Mom And Me（作曲）
- ロブバード
  - 東京レイニーナイト（編曲）
  - DOWN DOWN DOWN（作詞・編曲）
  - 8月の浜辺（作詞・編曲）
  - タイトロープ（作曲・編曲）
  - ダイナマイト（編曲）
  - HANADO（作曲・編曲）
  - エリナ（作曲・編曲）
  - サンセットドリーム（作曲・編曲）
  - ラストシーン（作曲・編曲）
  - 遥かホームタウン（作曲・編曲）
  - SNOW-SONG（作詞・編曲）
- 和久井映見
  - Count Down Moon（作曲）
- 渡辺謙
  - 夢のように（作曲）